# Kosyrewka
Die Kosyrewka (russisch Козыревка, auch Karakowaja (Караковая)) ist ein linker Nebenfluss der Kamtschatka auf der Kamtschatka-Halbinsel.
Die Kosyrewka entspringt an der Westflanke des Schildvulkans Achtang. Der Fluss umfließt den Berg, anfangs in südöstlicher, später in nordöstlicher Richtung. Die Kosyrewka weist dabei unzählige Mäander auf. Im Unterlauf verläuft sie parallel zur Kamtschatka. 20 km südlich von Kosyrewsk mündet sie schließlich in die Kamtschatka. Der wichtigste Nebenfluss, die Bystraja, mündet 5 km vor der Mündung von links in die Kosyrewka. Weitere größere Nebenflüsse sind Suchariki und Topolowaja, beide von links. Die Kosyrewka hat eine Länge von 222 km. Sie entwässert ein Areal von 8440 km². 
Im Fluss kommen Regenbogenforelle, Saiblinge wie der Japan-Saibling und Äschen vor. Zum Laichen schwimmen verschiedene Lachsfische den Fluss aufwärts. Zu diesen zählen Rotlachs, Ketalachs, Buckellachs und Silberlachs.